# Evelyn Parnell
Evelyn Parnell (Boston, 21 agosto 1888 – New York, 9 ottobre 1939) è stata un soprano statunitense.

## Biografia
Evelyn Parnell nacque nel 1888 a Boston, Massachusetts, da George A. Parnell di Bristol, in Inghilterra. Era parente del leader politico nazionalista irlandese Charles Stewart Parnell. Studiò canto con Madame Meysenheim di New York City e durante la sua tarda adolescenza è diventata nota come cantante di talento della chiesa a Boston.
Nel 1908, all'età di 20 anni, Evelyn Parnell si unì alla neonata Boston Opera Company e si esibì con loro durante la loro primissima stagione. Si è poi recata all'estero e si è esibita in opere a Milano, Pavia e Venezia. Successivamente ha girato l'Australia, l'Irlanda e si è esibita ampiamente negli Stati Uniti e in Canada.
Morì il 9 ottobre 1939 allo Stuyvesant Polyclinic Hospital di New York City a seguito di un'appendicectomia all'età di 51 anni.